# سرتشاوه (سقز)
قرية سرتشاوه (بالكردية: سەرچاوە) هي إحدى القرى التابعة لـسرا في ريف قسم مركزي من مقاطعة سقز، في محافظة كردستان الإيرانية.

## السكان
حسب إحصاءات سنة 2006، بلغ إجمالي السكان في سرتشاوه 519 نسمة وعدد المساكن 102 مسكن. لغة سكان سرتشاوه هي اللغة الكردية و هم من أهل السنة والجماعة والمذهب الشافعي.